# 16118 Терберенс
16118 Терберенс (16118 Therberens) — астероїд головного поясу, відкритий 7 грудня 1999 року.
Тіссеранів параметр щодо Юпітера — 3,604.